# Virág Csaba

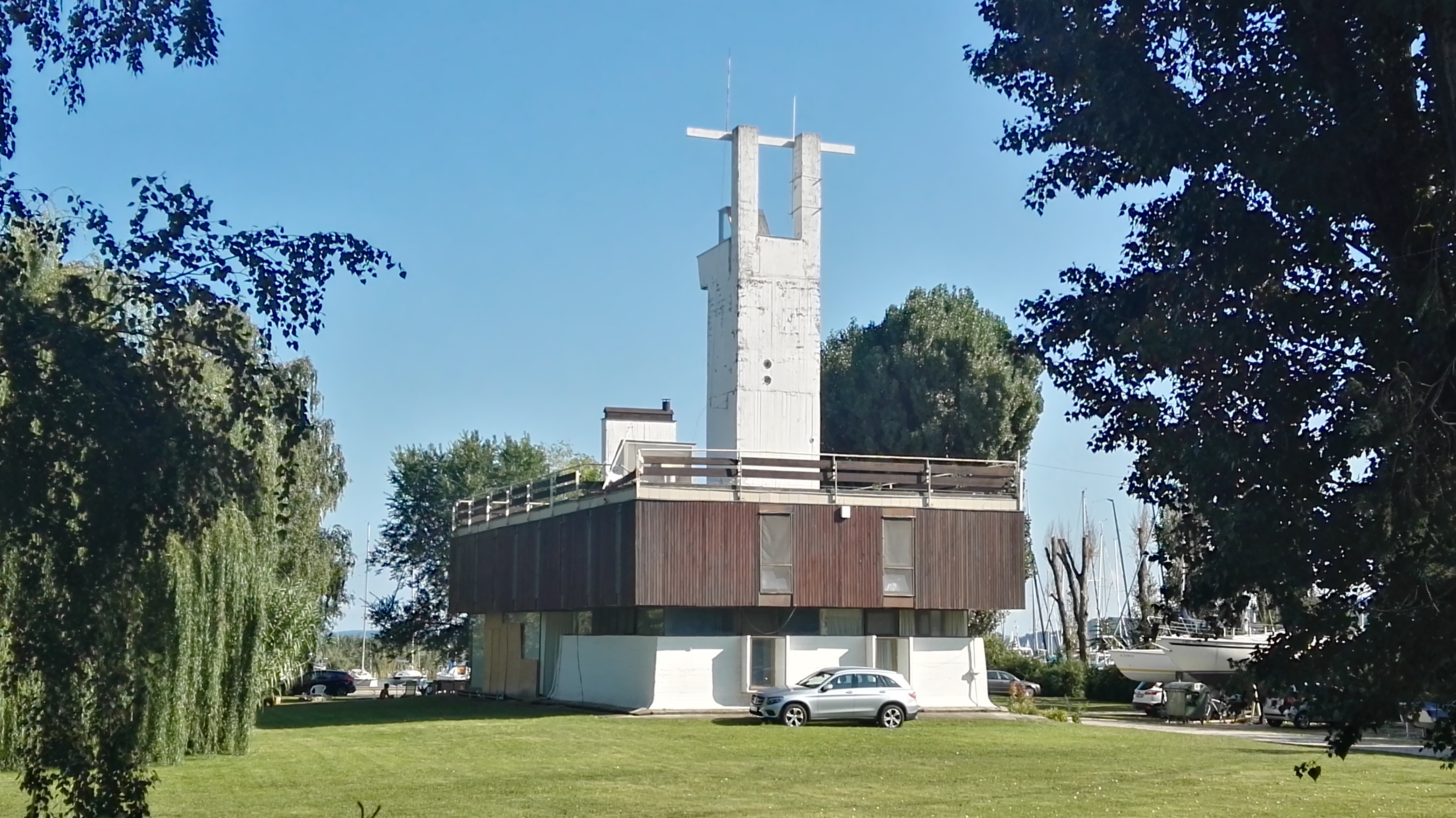
Az OMFB vitorlásklubja Balatonfüreden, épült Virág Csaba tervei alapján 1972-ben. Lebontva.

Virág Csaba (Budapest, 1933. május 12. – Budapest, 2015. május 31.) magyar építész, egyetemi tanár.

## Életútja
1951 és 1956 között a Budapesti Műszaki Egyetem Építészmérnöki Karán tanult, mestere Weichinger Károly volt. 1957-től 1962-ig ugyanitt dolgozott mint tanársegéd a Középülettervezési Tanszéken. 1962-től 1972-ig az IPARTERV építésze, majd 1972-től 1994-ig a LAKÓTERV vezető építésze volt. 1994-ben megalapította saját cégét Virág Csaba & Z.H.J. Építésziroda Kft. néven. 1991-ig tervezést tanított a Budapesti Műszaki Egyetem Építéstörténeti és Elméleti Intézetében. 1974-től egyetemi docens, 1989-től egyetemi tanár. 1958-ban lett a Magyar Építőművészek Szövetségének a tagja.

## Díjai, elismerései
- 1968, 1974: Ybl Miklós-díj

## Egyéni kiállításai
- 1978 • Salamon-torony [Pázmándy Margittal], Visegrád • Tatabánya [Pázmándy Margittal] • Kaposvár [Pázmándy Margittal] • Debrecen [Pázmándy Margittal]
- 1998 • Magyar Építőművészek Szövetsége [Z. Halmágyi Judittal], Budapest • Építészgrafikai Galéria [Z. Halmágyi Judittal], Szentendre.

## Jelentősebb megvalósult épületei
- 42 lakásos OTP társasház, földszintjén a Szabó Ervin Könyvtár VI. ker.-i gyermekkönyvtára (1958, Budapest, VI. ker., Liszt Ferenc tér 6.)
- 40 lakásos OTP társasház, földszintjén a Szabó Ervin Könyvtár XI. ker.-i fiókja és gyermekkönyvtára (1958, Budapest, XI. ker., Karinthy F. u. 11.)
- Fehér Galamb ház (1967, Budapest, Buda, Várnegyed)
- ruházati raktárak (1968, Rákospalota)
- Újpesti FÜSZÉRT raktára (1968, Budapest)
- MTV 4. Stúdió (1972, Budapest)
- OMFB Vitorlás Club (1972, Balatonfüred) (elbontva)
- paneles fejlesztési programterv 215 000 lakás megépítésére (1978)
- MVM Országos Villamos Teherelosztó (1979, Budapest, Buda, Várnegyed)(elbontva)
- 6000 lakásos lakónegyed (1982, Pestlőrinc)
- Közművelődés Ház és Múzeum (1984, Tatabánya)
- Mátyás Király Múzeum fejlesztési terve (1985, Visegrád)
- KONZUM Üzletközp. és vasútállomás (1989, Tatabánya)
- MTI új székháza (1991, Budapest)
- MTV Óbudai Stúdióközp. 8. és 9. Stúdió (1991, Budapest)
- ALAG CENTER BUDA irodaház [Marillai Árpáddal] (1991, Budapest)
- MVM OVIT Székház és Europe Center (1992, Budapest)
- "svájci villák" (1992, Budapest, XII. ker., Zsolna u. 31-33.)
- Krisztina Plaza International Building (1993, Budapest)
- Lauder Javne Alapítványi Iskola (1996, Budapest)
- neoreneszánsz palota rekonstrukciója (1997, Budapest, V. ker., Szép u. 4.)
- családi villa "karib" stílusban (1997, Budapest, II. ker., Kőrös utca 5.)
- Kálvin Center (Budapest, Kálvin tér,  1999-2003)

## Kötete
- Virág Csaba. Virág Csabával Bojár Iván András beszélgetett; Kijárat, Budapest, 1999 (Vallomások... architectura sorozat)